# Luciana Echeverría
Luciana Andrea Echeverría Christie (Cauquenes, Maule, 12 de julio de 1991) es una actriz chilena. Tiene más de quince años de trayectoria artística, siendo protagonista e integrante de diversos elencos en series, y películas chilenas. Entre estas últimas destacan “Johnny cien pesos 2”, "Cuando de te vas" “Los soles vagabundos” y “Video Club” (ganadora del Premio Ventana Sur a la Mejor Película de la Sección Venas Abiertas). Protagonizó la teleserie “La Poseída” y las series “Me gustas”, “Por fin solos”, “Tira” (escrita y dirigida por Boris Quercia) y Mary and Mike (de Wood producciones). 
Se especializó en estudios de dirección escénica y técnica de actuación “Meissner” en la Escuela internacional de cine y televisión de San Antonio de los baños, Cuba. Posterior a ello, a partir de 2019, desarrolló el trabajo de casting para la serie ganadora del Consejo Nacional de Televisión, “Camaleón” Doble vida de un agente comunista, donde también se desempeñó como actriz protagónica. nominada a mejor actriz en premios Caleuche.
Su primera obra literaria nació en 2019, llamada “Hasta que valga la pena vivir" la revolución de octubre de 2019. creadora y profesora de los talleres de actuacion audiovisual" Actores Naturales" los cuales se imparten a lo largo de chile.

## Primeros años
Nació el 12 de julio de 1991 en Cauquenes, Región del Maule, vivió parte de su infancia en el sur de Chile, antes de llegar con su familia a Santiago. Hija de Claudia Christie y Pedro Echeverría, es la menor de cuatro hermanos. Desde niña demostró su interés por lo artístico, destacando su gusto por el teatro. Su padre murió cuando ella tenía 14 años producto de una cirrosis hepática. 
Su camino artístico comenzó cuando ingresó al taller de teatro de su colegio Liceo Amanda Labarca de Vitacura.

## Carrera

### 2006-2008: Inicio actoral y Six Pack
En 2006, la productora chilena My Friend Entertainment junto a TVN hicieron un llamado a casting para niños y jóvenes que desearan participar de un nuevo proyecto infantil con el nombre Karkú. Luciana Echeverría fue seleccionada para participar de este proyecto, luego de que acompañara a su hermano mayor a las audiciones, siendo finalmente ella la seleccionada. A pesar de su corta edad, compatibilizó el trabajo con los estudios, realizando las grabaciones durante los fines de semana.
Al éxito de la miniserie infantil, se le sumó la formación de un grupo musical llamado Six Pack, del cual Luciana formó parte, grabando 2 discos, realizando giras por Chile, generando varios éxitos radiales e incluso pisando importantes escenarios como el Festival de Viña del Mar y la Teletón.
A los años siguiente, asistió a la Academia de Actuación Fernando González.[cita requerida] Sin embargo, a principios del 2009, Luciana Echeverría se aleja definitivamente de Six Pack, luego de haber terminado de grabar la tercera y última temporada de Karkú - Nuevos Desafíos, dicha temporada fue en principio estrenada por Nickelodeon Latinoamérica; posteriormente su estreno en Chile sería por las pantallas de TVN.

### 2009-2010: Corazón Rebelde y teleseries con canal 13
En abril del mismo año, es reclutada por Canal 13 para protagonizar una de sus producciones, es así como firmó contrato con la estación universitaria por un año. Se hizo cargo del rol principal en la telenovela Corazón Rebelde, adaptación chilena de Rebelde Way, allí interpretó a María José "Coté" Colucci. Su desempeño fue muy bien evaluado por el canal y el público, lo que le generó un gran ascenso en su carrera actoral y mediática.
Al finalizar las grabaciones, Corazón Rebelde lanzó su primer álbum bajo el nombre: CRZ La Banda el 27 de noviembre de 2009, el mismo día se estrenó el primer sencillo y video musical, el cual rota en MTV Latino y alcanzó el primer puesto en el programa Los 10+ Pedidos. La producción musical, dio paso también, a una gira de presentaciones nacionales, las cuales comenzaron con un concierto en el Teatro Caupolicán el 9 de enero de 2010 y otro en el Sporting de Viña del Mar, ambos con lleno total.
Firmó un contrato con la estación televisiva Canal 13, para protagonizar una serie juvenil inspirada en el mundo del surf y en la historia del surfista chileno triunfador en Hawái, Ramón Navarro. La serie sería grabada durante el primer semestre del año, no obstante debido a la situación económica actual de Canal 13 y de Chile, la producción fue postergada. En el mismo canal, Luciana incursionó en la animación, teniendo a su cargo la conducción del segmento infantil Cubox, el cual se transmite sábados y domingos, donde Luciana presenta series chilenas, de Disney y notas dedicadas al público infantojuvenil. Por otra parte, Luciana tuvo una participación especial en la telenvela vespertina del primer semestre de Canal 13, Feroz, donde su personaje es "Danae", la chica culpable de la eterna rivalidad de los hermanos Leo y Damián Cruz.

### 2010-2015: Continuación de carrera actoral
Durante el segundo semestre de 2010, Canal 13 potencia a Luciana Echeverría con un importante rol en la telenovela Primera Dama, donde interpretó a Cristina Santander, la hija del candidato a la presidencia de Chile que luego sería el Presidente Electo. Se trata de un personaje diseñado para acaparar la atención. Este papel marca el ingreso de Luciana a las telenovelas adultas, con un personaje más maduro, dentro de un elenco de actrices y actores con gran trayectoria. En paralelo a sus proyectos con Canal 13, Luciana fue rostro de una campaña publicitaria en una importante multitienda chilena Ripley Corp. S.A., en compañía de su excompañero de CRZ, Ignacio Garmendia, ambos fueron las figuras elegidas para la campaña ESCOLARES 2010. También fue rostro de otra cadena de multitiendas Paris S.A. para ser rostro juvenil oficial del Bicentenario junto con su otro excompañero de CRZ, Augusto Schuster.
Luego de 2 años de permanencia en Canal 13, a principios del 2011 Luciana Echeverría firma contrato con TVN para sumarse al área dramática del canal estatal. Su debut en las telenovelas de TVN fue en la vespertina del primer semestre de 2011, que lleva por nombre Témpano y está escrita por Pablo Illanes, su personaje fue Teresa Truman. Ese mismo año, protagonizó la telenovela nocturna de TVN, Su nombre es Joaquín. Tras dos años en TVN, Luciana Echeverría se aleja del canal estatal para ser una de los protagonistas de Chico reality, primera serie de internet que prepara Mega para su página web.
Además protagonizará junto a Pedro Campos la película de Pablo Illanes, Videoclub. En 2014 fue parte de la teleserie nocturna de Canal 13 Chipe libre en el papel de Diana, una mujer que lleva una doble vida secreta: de día es mesera y de noche es escort. En 2015 protagoniza la teleserie nocturna de TVN La Poseída donde interpreta a Carmen Marín una joven endemoniada de Santiago en el año 1890. Un año después interpreta el papel de Natalia, quien se transformará en la protagonista de Por fin solos.

### 2018-presente: Vuelta a canal 13 y primeros pasos en Chilevisión
En 2018, formó parte de Soltera otra vez 3 de Canal 13 interpretando el papel de Valeria Cortés, la teleserie fue estrenada el domingo 27 de mayo de 2012, en la segunda franja, marcando 28,7 puntos promedio, quedando en segundo lugar, después de Mundos opuestos, como lo más visto del día. Luego de la serie Soltera otra vez 3, Echeverría firmó contrato con el canal Chilevisión, donde debutó en la telenovela Mary & Mike
Formó parte de la comedia dramática Gemelas, escrita por Daniela Lillo, con la colaboración de Arnaldo Madrid, María Luisa Hurtado y Guillermo García, la cual es una adaptación de la telenovela argentina Educando a Nina de Sebastián Ortega. Formó parte nuevamente de una serie de TVN, Amor en línea en el papel de Sandra Morales, seguido de la telenovela Tira.

## Filmografía

### Cine
| Año  | Película                       | Rol             | Director             |
| ---- | ------------------------------ | --------------- | -------------------- |
| 2012 | Joven y alocada                | Chica caliente  | Marialy Rivas        |
| 2013 | Videoclub                      | Daniela Estévez | Pablo Illanes        |
| 2016 | Los soles vagabundos           | Olga            | Tito González        |
| 2017 | Johnny 100 pesos: capítulo dos | Bárbara         | Gustavo Graef Marino |
| 2025 | ¿Cuándo te vas?                | Natalia         | Boris Quercia        |

### Televisión
| Año       | Teleserie              | Rol                         |                 |
| --------- | ---------------------- | --------------------------- | --------------- |
| 2007-2010 | Karkú                  | Valentina Urquieta          | Papel principal |
| 2009      | S.O.S Corazón Rebelde  | María José ''Coté'' Colucci | Papel principal |
| 2010      | Feroz                  | Danae Suicx                 |                 |
| 2010-2011 | Primera dama           | Cristina Santander          |                 |
| 2011      | Témpano                | Teresa Truman               |                 |
| 2011-2012 | Su nombre es Joaquín   | Magdalena Silva             | Papel principal |
| 2014-2015 | Chipe libre            | Diana Lagos                 |                 |
| 2015      | Chico reality          | Luz María Aguilera          | Papel principal |
| 2015      | La Poseída             | Carmen Marín                | Papel principal |
| 2016      | Por fin solos          | Natalia Sierra              | Papel principal |
| 2018      | Soltera otra vez 3     | Valeria Cortés              |                 |
| 2018      | Mary & Mike            | Mónica Lagos                |                 |
| 2019      | Gemelas                | Perla Aros                  |                 |
| 2019      | Amor en línea          | Sandra Morales              | Papel principal |
| 2019      | Tira                   | Marina                      | Papel principal |
| 2020      | Camaleón               | Mireya Smith / Wendy        | Papel principal |
| 2023      | La sangre del camaleón | Gina Deveraux               | Papel principal |

|Cuando te vas
|Nathalia
|papel principal 
|}

## Videos musicales
| Año  | Título           | Artista            | Director             |
| ---- | ---------------- | ------------------ | -------------------- |
| 2013 | Emperatriz       | Primavera de Praga | Bárbara Saavedra     |
| 2015 | Quizás con quién | Los Tres           | Boris Quercia        |
| 2016 | Nunca me faltes  | Gonzalo Yáñez      | Matías Cruz          |
| 2017 | Somos            | Paloma Soto        | Vicente Subercaseaux |

## Premios y nominaciones
| Año  | Premio         | Categoría    | Producción | Resultado |
| ---- | -------------- | ------------ | ---------- | --------- |
| 2015 | Copihue de Oro | Mejor actriz | La poseída | Nominada  |